# 氷室村 (大阪府)
氷室村（ひむろむら）は、大阪府北河内郡にあった村。現在の枚方市の南東端にあたる。

## 地理
- 河川：穂谷川

## 歴史
- 1889年（明治22年）4月1日 - 町村制の施行により、交野郡尊延寺村・杉村・穂谷村の区域をもって発足。
- 1896年（明治29年）4月1日 - 所属郡が北河内郡に変更。
- 1940年（昭和15年）11月15日 - 津田村・菅原村と合併して津田町が発足。同日氷室村廃止。

## 交通

### 道路
現在は旧村域に第二京阪道路の枚方東インターチェンジが所在するが、当時は未開通。